# او-۳۴ (کریگس‌مارینه)
او-۳۴ (به آلمانی: U-34) یک او-بوت کریگسمارینه از نوع ۷آ بود.

## تاریخچه عملیاتی

### جنگ داخلی اسپانیا
او-۳۴ مدت کوتاهی پس از آغاز دخالت نظامی آلمان در جنگ داخلی اسپانیا، در عملیاتی با عنوان پوششی «رزمایش آموزشی اورزولا»، به آب‌های این کشور فرستاده شد. ناوسروان هارالت گروسه فرماندهی این او-بوت در این مأموریت را بر عهده داشت. او-۳۴ بدین منظور روز ۲۰ نوامبر سال ۱۹۳۶، در همراهی با او-۳۳، از ویلهلمس‌هافن شروع به حرکت کرد و پس از عبور از کانال مانش در سکوت رادیویی، شب ۲۷ نوامبر با گذر از تنگه جبل‌الطارق وارد مدیترانه شد. به این او-بوت گفته شده بود در صورت برخورد با کشتی‌های جنگی جمهوری‌خواه خود را بریتانیایی معرفی کند. به هر صورت نیاز به چنین اقدامی پیش نیامد. گشت‌زنی او-۳۴ در آب‌های شرقی اسپانیا از روز ۳۰ نوامبر آغاز شد. خط فرضی نصف‌النهار ۰ درجه و ۴۴ دقیقه غربی ناحیه مربوط به این او-بوت را از او-۳۳ جدا می‌کرد. او-۳۴ در غرب این خط عمل می‌نمود. فرمان اکید بر درگیر شدن تنها با کشتی‌های جنگی جمهوری‌خواه بود که آن می‌بایست به تأیید فرماندهی عالی می‌رسید. او-۳۴ عصر ۱ دسامبر در نزدیکی کارتاخنا با یک ناوشکن جمهوری‌خواه وارد درگیری شد اما اژدر شلیک‌شده از آن به هدف اصابت نکرد. اقدام روزهای ۵ و ۸ دسامبر برای حمله به اهداف مشابهی نیز موفقیت‌آمیز نبود. روز ۱۰ دسامبر به فرمان فیلدمارشال ورنر فن بلومبرگ، وزیر دفاع رایش، عملیات این او-۳۴ در آب‌های اسپانیا متوقف و دستور به بازگشت آن به آلمان صادر شد. این او-بوت روز ۱۲ دسامبر در حال گذر از مالاگا به سمت تنگه جبل‌الطارق سه-۳، زیردریایی جمهوری‌خواه را شناسایی کرد. او-۳۴ با رفتن به زیر سطح یک اژدر به سمت این زیردریایی شلیک کرد. اصابت اژدر به هدف موجب غرق‌شدن بلافاصله آن و مرگ ۴۴ تن از ۴۷ خدمه شد. با توجه به پنهان‌کاری آلمان در موضوع دخالت در جنگ داخلی اسپانیا، این حادثه در نهایت در اثر یک انفجار داخلی در زیردریایی اسپانیایی قلمداد شد. او-۳۴ تا پایان ماه خود را به ویلهلمس‌هافن رساند.